# バブルボブル
『バブルボブル』（Bubble Bobble）は、1986年9月にタイトーから発売された業務用の固定画面アクションゲーム。
魔法によってバブルドラゴンに変身させられた主人公の「バブルン」と「ボブルン」を操作し、地下100階を目指し恋人を救出する事を目的としたゲーム。「泡」を題材にした独特のアクションを用いており、二人同時プレイにより優れた連係アクションを楽しむことができる。
開発はタイトー中央研究所が行い、ゲーム・デザインおよびキャラクター・デザインは後に『サイバリオン』（1988年）や『ヴォルフィード』（1989年）を手掛けた三辻富貴朗が担当、音楽は『フェアリーランドストーリー』（1985年）を手掛けた君島正が担当している。
アーケード版はゲーム誌『ゲーメスト』の企画「ゲーメスト・オブ・ザ・イヤー」にて銀賞を獲得した他、ゲーメストムック『ザ・ベストゲーム』では第30位を獲得した。
後にストーリー上の続編となるアーケードゲーム『レインボーアイランド』（1987年）が発売されたほか、ゲームシステムを引き継いだ続編としてファミリーコンピュータ用ソフト『バブルボブル2』（1993年）が発売され、以後シリーズ化された。

## 概要
正面図で表現された固定画面のラウンドで「泡はきドラゴン」を操作し、画面内の敵を倒すゲーム。プレイヤー1の操作キャラクターは黄緑色のバブルン、プレイヤー2は水色のボブルン。
ストーリー上、バブルンとボブルンは人間の男の子であったバビーとボビーの兄弟が呪いで「泡はきドラゴン」にされてしまった姿である。恐ろしい魔法使いの森に迷い込んでしまったバビーとボビー兄弟が、地下100階の洞窟に連れ去られた彼らの恋人のベティーとバティーを救い出すため洞窟内に潜っていくという内容となっている。ただし、機種によってはストーリーが異なっている。
画面内に配置された敵を全て倒すとラウンドクリア。全100面構成。1人プレイで最終ボスを倒してもクリアとはならず、ランダムで50面 - 85面のどこかに戻されてしまう。2人同時プレイで100面目をクリアすればエンディングを見ることができる。
2方向レバーでの左右移動、「泡はき（後述）」ボタンとジャンプボタンで主人公のバブルンを操作する。敵キャラクターや敵の出す攻撃に触れる、または100面のすーぱーどらんく出現時に静止している（後述）と1ミスで残機が一つ減り、プレイヤーの残数がなくなるとゲームオーバー。
アーケード基板は、『スクランブルフォーメーション』（1986年）と同じ物が使われている。かつて、同作からソフト変更できるROMキットが販売されていた。
1987年に欧米にて各種ホビーパソコンに移植された他、日本ではファミリーコンピュータ ディスクシステムやMSX2、欧米ではNESに移植された。それ以外にもセガ・マークIIIなどの家庭用ゲーム機やPC/AT互換機、Apple II、X68000、FM TOWNSなどのパソコン、ゲームボーイやゲームギアなどの携帯用ゲーム機にも移植された。2003年には携帯電話ゲームとして各種携帯電話キャリアにて配信された。アーケード版はPlayStation 2用ソフト『タイトーメモリーズ 上巻』（2005年）に収録された他、2016年にPlayStation 4用ソフト、2022年にNintendo Switch用ソフトとしてアーケードアーカイブスにて配信された。ディスクシステム版はバーチャルコンソール対応ソフトとして2007年にWii、2013年にニンテンドー3DS、2014年にWii Uにてそれぞれ配信された。

## ゲーム内容

### システム
バブルボブルでは、コンピュータがゲーム中のプレイヤーの技量をチェックして、敵の入ったバブルが割れるまでの時間や「Hurry up」がでるまでの時間が変化するなどにより、難易度レベルを調整するシステムが採用されている。難易度レベルは、ノーミスが続いたりEXTEND（エクステンド・ボーナス）したりすると、どんどん難易度レベルが上がっていき、ゲーム中にミスをしたり、コンティニューをすれば難易度レベルが下がる。また、二人同時プレイでは一人プレイの時よりも難易度ランクが高い。
泡
泡は主人公が吐くものとラウンド外から出現するものがあり、2つの用法がある。
- 泡の上をジャンプしてより高いところへ移動する
- 中に敵を閉じ込める

ラウンド内にはバブルン（以下、ボブルンも含む）の目に見えない気流が起きており、泡は気流に乗って画面内を一定軌道で漂う。気流は「無限軌道で循環する」場合と「一定箇所に漂着する」場合の2種類に大分することができる。
「泡の上でのジャンプ」と「気流」は本作品のゲーム性を高める大きな特徴となっている。
泡の上でのジャンプ
バブルンが泡に飛び乗った際、ジャンプボタンが押されていなければ、泡はつぶれて割れてしまうが、同ボタンを押したままにしておくと主人公は泡の上で飛び跳ねる。これによって通常のジャンプだけでは到達できない場所に飛び込むことが可能になる。
泡による攻撃
主人公は口から泡を吐き出すことができる。泡は一定距離まで勢い良く飛び、その後はラウンド内に吹いている「気流」に沿って流れる。一定時間がたつと吐いた泡は割れて消える。
泡を使って敵を倒すためには2つの段階を経る必要がある。
- 気流に乗る前の「勢いの良い」泡を敵にぶつけて閉じ込める。
- 敵が脱出する前に泡を割る。すると中の敵を倒せる。泡は、上から飛び降りて潰す他、頭か背中のトゲで刺すことでも割ることができる。

一定時間で敵は泡から脱出してしまうので、敵を閉じ込めた泡は素早く割る必要がある。ラウンドによっては極めて早く脱出されてしまうので様々な工夫をして敵を倒さなければならない。敵にぎりぎり近づいて泡を吐くことで、閉じ込めるとほぼ同時に泡を割る「かぶりつき」という技が有効である。
また後述の特殊バブルを使った攻撃や、アイテムを取ることでできる特殊攻撃で敵を倒すこともできる。
泡の連鎖割り
泡が割れた瞬間、割れるエフェクトともに割れた泡に接している泡も連鎖的に割れていく。連鎖を使って複数の敵を一度に倒すと得られる得点は飛躍的に大きくなり、最大7匹64000点のボーナスとなる。また、まとめて倒した数に応じてエクステンドバブルが出現するため、泡を多く出してからまとめて一度に割るのが特に低次ラウンドで有効な戦略である。

特殊な泡
画面の上下端に穴（通気口）のあるラウンドでは、そこから泡が出現し気流に乗って移動する。その泡には、主人公の吐き出す泡と同じ種類のもの以外に、特殊な泡がある。文字が描かれているエクステンドバブルと、中に何かが入っている攻撃用バブルなどである。攻撃用バブルはラウンドによって出現の有無、種類が決まっている。
エクステンドバブル
「E」「X」「T」「E」「N」「D」の文字が書かれた6色のバブルで、敵をまとめて倒すとその数に応じて出現する。6種類を割って揃えると残りプレイヤーが1増える。5が表示上の上限だがそれ以上増やせる。
ウォーターバブル
割ると中から水が流れ出し、敵を押し流す。流された敵は7000点の青ダイヤに変わる。水流は、割ったときのバブルンの背びれ側に流れる。バブルンが敵とともに水流に乗って通風口に落下すると青ダイヤを全て取得することができる。
サンダーバブル
割ると中から雷が飛び出し、横向きに飛んで当たった敵を倒す。自分が当たると一定時間動けなくなる。当たった敵は8000点の黄ダイヤに変わる。また100面のみ、アイテム「ドラッグ・オブ・サンダー」を取ることにより、口からサンダーバブルが吐けるようになる。
ファイヤーバブル
割ると火が落下し、地面で燃え広がる。触れた敵は9000点の赤ダイヤに変わる。自分が火に当たると一定時間動けなくなる。火は、割ったときのバブルンの背びれ側へ向けて燃え広がる。
スペシャルバブル
画面外から飛来するバブルの4096分の1の確率で出現。中心部分が黄色く輝く赤いバブル。割ると、後述のアイテム「クロス・オブ・ファイア」と同様に、泡の代わりに敵を直接倒せる火の玉を最大16発吐ける。5回分の効果があり、ラウンドクリアかミスをすることで残り回数を1消費してまた最大16発吐けるようになる。ラウンド100にも効果を持ち込めるが、ボスにはダメージを与えられない。ゲームデザイナーのペンネームから、通称「MTJボール」とも呼ばれる。

### アイテム
泡を一定個数出す、泡を一定個数割る、一定距離歩くなど、ラウンド内で特定の動作によりラウンドによって決められた特定箇所にアイテムが出現する。これらを獲得することによって主人公の泡の性能や移動速度などが向上し、より有利にゲームを進めることが可能になる。また、同時にいくつかの出現条件を満たした場合には、より出現しにくい条件のもの、重要なアイテムが優先されると考えられている。
アイテム数はスペシャルバブルを除いた全53種類。パワーアップ以外のものも多く、ラウンドをクリアしたことになるものや、大量得点のチャンスとなるものなどがあり、その種類も効果も多彩で派手である。
アイテムはラウンドの制限時間を使い切ると消滅するため、ラウンドによっては絶対にアイテムを取得できない面も存在する。
主なアイテムの効果を以下に示す。
- ◎：プレイヤーがミスするまで有効
- □：取得した面をクリアするかプレイヤーがミスするまで有効
- ○：取得した面のみ有効
- ☆：取得してから一定の面数まで有効

キャンディー（◎）
泡吐き機能を強化する。ピンク色、青色、オレンジ色の3種類があり、ピンクは泡吐きの射程が伸び、青は泡吐きのスピードアップ、オレンジ色は泡吐きが連射できるようになる。
赤い靴（◎）
バブルンの移動速度が上昇する。
魔法の杖（○）、トレジャーボックス（○）
取得後最後の敵をやっつけると同時に大型のフードが1つ落下、さらに画面上の泡全てがフードに変化する。魔法の杖（6種類）はビッグなアイス・果物・エクレア・ケーキが、トレジャーボックス（5種類）はビッグ・ダイヤモンドがそれぞれ降下して出現する。
リング（□）
バブルンが取った行動により得点加算される指輪。紫色、赤色、水色の3種類。紫色はジャンプする毎に、赤色は泡を吐く毎に、水色は歩くごとにそれぞれ得点加算される。
ホーリーウォーター（○）
取得した瞬間敵が全て消滅、ボーナスターゲットが出現しボーナスステージになる。30秒以内に全てのターゲット取ればパーフェクトボーナス。オレンジ色・赤色・緑色・黄色・紫色の5種類ありそれぞれボーナスターゲットの種類（花・クローバー・虹・音符）も異なる。
クロス・オブ・ファイア（□）
赤い十字架。バブルンが泡の代わりの貫通力がある火の玉を最大16発吐けるようになり、直接敵を倒せる。
クロス・オブ・サンダー（○）
黄色い十字架。画面上部から巨大な雷を落として敵を攻撃する。
クロス・オブ・ウォーター（○）
青い十字架。画面全体が水没して敵を全滅させる。
ブック・オブ・デス（○）
取った瞬間地震が起こり敵を全滅させる。空中の敵にも有効。
ダイナマイト（○）
取った瞬間爆発が起こり敵を全滅させる。
ちゃっくんハート（○）
バブルンが一定時間無敵とスピードアップ状態になり、体当たりで敵を倒せる。敵はその間は身動きが取れない状態になっている。
パラソル（○）
先の面へとワープする傘。オレンジ色、赤色、紫色の3種類あり、オレンジは3面先、赤は5面先、紫は7面先へそれぞれワープする。
魔法のネックレス（○）
銀色のネックレス。壁や床に当たると跳ね返るエナジー・ボールを出現させて、敵を攻撃する。
炎のネックレス（○）
赤色のネックレス。EXTENDバブルが続けて10個出現する。
魔法のランプ
黄色、青色、赤色、紫色の4種類。黄は3種のキャンディーの効果（◎）、青色は3種のリングの効果（□）、赤は全てのキャンディー（◎）とリング（□）の効果が同時に備わる。紫はSPARK（聖なる炎）を生じて爆発を起こし、敵を全滅させる（○）。
スター・ティアラ（○）
多数の星を降らせて敵を攻撃する。
鈴（☆）
各通常面において敵を全滅させる攻撃アイテムが出現する場合、ラウンド開始時に予め鳴って知らせる。
水晶玉（☆）
タイマー・フード（後述）およびアイテムが、ラウンド開始直後に出現する。
クロック（○）
一定時間敵の動きを止める。動きが止まっている間でも敵に触れるとミスになる。
金のシャレコウベ（□）
彗星が横切り、すぐさま「Hurry up」になる。
フォーク（○）、ナイフ（○）、コーラ（○）
色々なものをたくさん降らせて敵を攻撃する。フォークは野菜を、ナイフはケーキを、コーラはオレンジ色の花を降らせる。ネームエントリーで特定のイニシャルを入力後、次回のプレイで出現する。
チューハイ（○）、ピンクフラミンゴ（○）、タコッパチ（○）
ラウンドクリア・フード（後述）を特定のものにする。チューハイはお好み焼きに、ピンクフラミンゴはピンクのウンコに、タコッパチは×印になる。ネームエントリーで特定のイニシャルを入力後、次回のプレイで出現する。
クレヨン（☆）
赤色のクレヨン。ホーリー・ウォーターと同様の効果があり、さらにホーリーウォーターが次の面から3面連続で出現する。
金の扉（○）、銀の扉（○）
1面からノーミスでラウンドクリアを続けると出現する。金の扉は50面から70面までワープする。銀の扉は20面、30面、40面で出現し、高得点のダイヤモンドが多数置かれているシークレット・ルームに行くことができる。
ドラッグ・オブ・サンダー（□）
最終面（100面）のみ出現するアイテム。バブルンがサンダーバブルを吐けるようになる。

### フード
ゲーム中には、フード（食べ物）と呼ばれるボーナスアイテムが登場し、その数も全96種類と豊富である。大別すると、「タイマー・フード」「エネミー・フード」「ラウンドクリア・フード」「ボーナス・フード」の4タイプに分けることができる。中には王冠、宝石、ダイヤモンドといった、食べ物でない物も存在するが、ゲーム中では一様にフードとして扱っている。
タイマー・フード
最終面以外の各面に必ず1つ出現し、時間が経つと消える。前の面を早くクリアするほど、次の面で得点の高いフードが出現する。一人プレイの時は10 - 7000点。二人同時プレイの時は10 - 10000点。
エネミー・フード
敵をやっつけた時に、その敵が変化したフード。敵をまとめ割りでやっつけると得点の高いフードが出るようになる。時間が経つと消える。前述の通り、特殊バブルや攻撃アイテムで敵をやっつけるとその敵は必ずダイヤモンドに変化する。500 - 10000点。
ラウンドクリア・フード
ラウンドクリアと同時に、画面上に出ていた全ての泡がフードに変化するもの。特定の面では無条件で出現するが、それ以外の面では、最後の敵をやっつけた瞬間にスコアの百の位と十の位を同数にしてからクリアすると出現する。二人同時プレイの場合は、いずれか一人がこの条件を満たしていればよい。フードの種類は同数にした数字により異なる。一律700点。ただし、二人同時プレイで各プレイヤーの下3桁がまったく同じになった場合でもラウンドクリア・フード出現し、この場合はスコアの十の位のスコアでフードの種類が決定される。また「魔法の杖」「宝箱」のアイテムを取ってからクリアすると、泡が変化したフードとともに大型のフードが1つ落下してくる。大型のフードは取ると10000 - 80000点と高得点となっている。

### 隠しコマンド
バブルボブルには以下の隠しコマンドが存在する。隠しコマンドは、ゲーム開始前のタイトル画面が表示されている間に入力する。タイトル表示1回につき1つのコマンドしか入力できないがデモをループさせ、タイトル画面を複数回表示させることにより複数のコマンドを入力可能。入力に成功すると画面下に入力成功コマンドの文字が表示される。
コマンドの記号はB（泡ボタン）J（ジャンプボタン）←（左）→（右）S（1Pスタートボタン）
オリジナルゲーム（B・J・B・J・B・J・→・S）
20、30、40面において「ノーミス」で到達しない限り出現しないアイテム「銀の扉」（取ると、シークレットルームに入る）と、50面において同条件の「金の扉」（取ると70面までワープする）が無条件で出現するようになる
パワーアップ（←・J・←・S・←・B・←・S）
高速移動、泡の連射と速射の3種類のアイテムの効力を常に保持
スーパー・バブルボブル（S・J・B・←・→・J・S・→）
タイトルの左上に「SUPER」の文字が現れ、ゲーム開始時にスーパーモードが選択できるようになる。
この隠しコマンドによるパワーアップを使うと使わないとでは難易度に大きな差が生じてしまう。隠しコマンドを知っている人だけが有利になり、ゲームバランスを崩壊させてしまっているという見方もできる。このコマンドを公開しているゲームセンターもあった。なお、筐体貼り付け用に、この隠しコマンドが記載されたタイトー純正のインストカードも存在する。上記3つのコマンドは、続編であるレインボーアイランドにおいても入力可能で、ゲーム中のヒントをゲームスタート時に表示させることができる。
通常スタートで最終100面をクリアすると、偽りのエンディングメッセージが表示され、裏ゲーム「スーパー・バブルボブル」へ入るための暗号（バブルボブル文字）が大きな文字で示される。暗号は英語のアルファベットに対応しており、これを読み解くヒントは、ノーミスで20面に到達した際に行けるシークレット・ルームの中に、暗号がABCD...順に表示されているので、これと照らし合わせることで読み解ける仕掛けになっている。
「スーパー・バブルボブル」のコマンド入力に成功すると選択できるようになるスーパーモードは、通常のラウンドの敵の配置をすべて入れ替えた（ぜんちゃんとひでごんす、まいたとどらんく、など対応は固定）もので、こちらも100ラウンドある。このモードを二人同時にクリアすると、真のエンディングを見ることができる（オープニングの泡の出方も変わっている）。イタズラで入力された場合の対策として、ノーマルモードも選択可能。
当時の雑誌インタビューによると、これらの隠しコマンドはゲームデザイナーが仕様書に書かず無断で入れたようである。

### その他
- 吐いた泡の上でジャンプをしようとしても、必ず割れてしまうことがある。これは、規定数を超える泡の存在を禁止しており、それを超える泡を出した際にその泡が優先的に割れるような順位に、内部処理的になってしまっているからである。これを防ぐには、その優先的に割れる泡を1つ、他に割らないように吐き捨てて、その後に吐いた泡を使うようにすれば良い。ただし、特殊バブルは自然に割れるには相当の時間を要するので、特殊バブルで画面が埋まっている場合はそれを割る必要がある。
- ウォーターバブルの水流に対して、バブルンは半キャラクター分左にずれて流される。そのため、左向きの水流に流されて左端でジャンプで水流から抜けると左端壁に半キャラクターめり込んだ状態になり、そのまま放置すれば縦に落ち続ける。
- 97面は時間経過による「Hurry up!!」が発生しないため、すかるもんすたも出現しない。ただしアイテムの金のシャレコウベを取った時は別で、アイテムの効果通りに「Hurry up!!」が発生しすかるもんすたも出現する。
- すーぱーどらんく出現時に静止していると、突如ミスとなる。
- すーぱーどらんくには、最終面の女の子が落としたドラッグ・オブ・サンダーを取ったあと、サンダーを1発だけ命中させてから一定時間逃げまわって待つと、薬が効いてきて勝手に泡に入って自滅してしまう[7]。ただし、サンダーを2発以上当てたり、途中でミスするとこの効果はなくなってしまい正攻法でしか倒せなくなる[7]。
- シークレットルーム内でゲームオーバーになると[注 3]まずその後のレコードラウンド表示が102になる画面が見られ、その後のデモでシークレットルームが表示されるなど挙動がおかしくなるバグが発生する[4]。さらに、ゲームを再度始めるとラウンド1でいきなりシークレットルームになる[4]。そのシークレットルーム自体は2面。
- 56面は開始直後に「Hurry up!!」になってすかるもんすたが出現し、アイテムはその後出現する。そのためアイテムとしてちゃっくんハートが出た場合は、取って無敵になった後にすかるもんすたに体当たりして消すことができる。しかしすかるもんすたはすぐに再出現する。
- 2009年10月には韓国のアイドルユニット「少女時代（SNSD）」がこのゲームのBGMに歌詞を加えて歌った三養ラーメンのCMが韓国で放送されていることがYouTubeで流され、日本で話題となる。このCMの音楽の件は正式にタイトーから承諾を受けているとのことである[9]。
- ネームエントリーで「SEX」を入力すると強制的に「H.!」に変えられる。
- ゲームボーイ版では画面サイズの関係で、ラウンド内がスクロールする仕様に変更されている。また、オリジナルは画面下に落ちると画面上にワープする仕様であったが、ゲームボーイ版では画面上と下がスクロールで繋がって表示される[3]。

## 敵キャラクター
ぜんちゃん
背中にぜんまいがある敵キャラクター。ブロックの上を歩いて動き回り、バブルンたちを追いかける。ジャンプも多少できる。元々はアーケードゲーム『ちゃっくんぽっぷ』（1984年）の没キャラクターだった。
まいた
白色のローブを羽織った敵キャラクター。動きはぜんちゃんとほぼ同じ。進行方向に岩を投げることがある。『ちゃっくんぽっぷ』にタイマー役で登場していた。
もんすた
常に空中を浮遊し、落下中以外は斜め45度方向に移動、壁などにぶつかると跳ね返るように進行方向を変える。『ちゃっくんぽっぷ』に敵キャラクターとして登場している。
ぷるぷる
頭頂部にプロペラがある敵キャラクター。空中に常に浮いており、緩やかなジグザグを描くように移動する。
ばねぼう
下半身がバネのような形をしている。ブロックの上を飛び跳ねるように移動する。
ひでごんす
紫色の毛むくじゃらの敵キャラクター。動きはぜんちゃんとほぼ同じだが、穴を飛び越えるジャンプはしない。進行方向に火の玉を打ってくる。ルックスは、当時タイトーに在籍していた実在の人物がモデル。
どらんく
杖を持ち、緑色のローブを羽織っている敵キャラクター。動きはぜんちゃんとほぼ同じだが、垂直方向へ連続ジャンプできる。進行方向に酒のビンを投げてくる。ビンは壁に当たるとはね返ってくる。跳ね返ったビンを受け取ると1回ジャンプする習性がある。
いんべーだー
紫色の敵キャラクター。ブロックに沿うように移動しながら、下方向にビームを放つ。アーケードゲーム『スペースインベーダー』（1978年）がそのモデル。アルゴリズムが単純でハマり易いため、『スーパーバブルボブル』（前述）では登場しない。
すかるもんすた
白色のもんすたで、永久パターン防止キャラクター。撃破することができず、こちらを常に追跡している。一定時間クリアしないでいると出現。
らすかる
青・緑・灰色の顔の敵キャラクター(色は何面で銀の扉に入ったかによって違う)で、永久パターン防止キャラクター。一定時間シークレット・ルームを出ないでいると、シークレット・ルーム中央の石像から擬態を解いて出現する。動き自体はすかるもんすたと同じ。アーケードゲーム『べんべろべえ』（1984年）に登場したキャラクター。
すーぱーどらんく
ボスキャラクター。巨大化したどらんく。斜め45度方向に動き画面端で跳ね返るように飛び回りながら、酒瓶を扇状に投げてくる。

## 他機種版
| No. | タイトル                                              | 発売日                                        | 対応機種                                            | 開発元                                    | 発売元                                              | メディア                                | 型式                                           | 備考                                                                         |
| --- | ----------------------------------------------------- | --------------------------------------------- | --------------------------------------------------- | ----------------------------------------- | --------------------------------------------------- | --------------------------------------- | ---------------------------------------------- | ---------------------------------------------------------------------------- |
| 1   | Bubble Bobble                                         | 1987年 1989年5月                              | Amiga Amstrad CPC Atari ST コモドール64 ZX Spectrum | Software Creations                        | Firebird                                            | フロッピーディスク カセットテープ       | -                                              | Amstrad CPC、ZX Spectrum版は欧州のみ発売                                     |
| 2   | バブルボブル                                          | 1987年10月30日 1988年11月 1990年              | ディスクシステム NES                                | タイトー                                  | タイトー                                            | ディスクカード両面 ロムカセット         | TFD-BUB NES-B2                                 |                                                                              |
| 3   | バブルボブル                                          | 1987年9月26日                                 | MSX2                                                | タイトー                                  | タイトー                                            | 1メガビットロムカセット                 | TMS-02                                         |                                                                              |
| 4   | ファイナルバブルボブル Bubble Bobble                  | 1988-07-31 1991年12月                         | セガ・マークIII セガ・マスターシステム              | タイトー                                  | セガ                                                | 2メガビットロムカセット                 | G-1362 7077                                    |                                                                              |
| 6   | Bubble Bobble                                         | 1989年7月                                     | Apple II                                            | NovaLogic                                 | タイトー                                            | フロッピーディスク                      | -                                              |                                                                              |
| 5   | Bubble Bobble                                         | 1989年9月                                     | PC/AT互換機                                         | NovaLogic                                 | タイトー                                            | 5インチフロッピーディスク               | -                                              |                                                                              |
| 7   | バブルボブル                                          | 1990年3月9日                                  | X68000                                              | マイコンソフト                            | 電波新聞社                                          | 5インチフロッピーディスク               | -                                              |                                                                              |
| 8   | バブルボブル                                          | 1990年10月31日                                | FM TOWNS                                            | ビング                                    | ビング                                              | CD-ROM                                  | HMB-191                                        |                                                                              |
| 9   | バブルボブル                                          | 1990年12月7日 1991年3月 1991年                | ゲームボーイ                                        | タイトー                                  | タイトー                                            | 1メガビットロムカセット                 | DMG-B2A DMG-B2-USA DMG-B2-NOE                  |                                                                              |
| 10  | Bubble Bobble                                         | 1994年11月                                    | ゲームギア                                          | Open                                      | タイトー                                            | ロムカセット                            | T-11028                                        |                                                                              |
| 11  | Bubble Bobble also featuring Rainbow Islands          | 1996年9月3日 1996年                           | PlayStation セガサターン                            | Probe Software                            | アクレイム                                          | CD-ROM                                  | PS SLUS-00370 SLES-00448 SS T-8131H T-8131H-50 | 『レインボーアイランド』と同時収録                                           |
| 12  | Bubble Bobble featuring Rainbow Islands               | 1996年9月30日                                 | PC/AT互換機                                         | Probe Software                            | アクレイム                                          | CD-ROM                                  | -                                              | 『レインボーアイランド』と同時収録                                           |
| 13  | タイトーメモリアル バブルボブル Classic Bubble Bobble | 1999年10月1日 2000年5月6日                    | ゲームボーイ ゲームボーイカラー共通                 | ねこぐみ                                  | ジョルダン                                          | ロムカセット                            | DMG-BJBJ-JPN                                   | リメイク版、1人プレイ専用                                                    |
| 14  | Ultra2000 バブルボブル                                | 2002年7月18日                                 | Windows                                             | タイトー                                  | メディアカイト                                      | CD-ROM                                  | -                                              |                                                                              |
| 15  | バブルボブル OLD&NEW                                  | 2002年7月25日 2003年 2003年3月14日            | ゲームボーイアドバンス                              | タイトー                                  | メディアカイト Empire Interactive                   | ロムカセット                            | -                                              | リメイク版と同時収録                                                         |
| 16  | バブルボブル                                          | 2003年4月21日                                 | iアプリ                                             | タイトー                                  | タイトー                                            | ダウンロード （タイトーG@meパーク）     | -                                              | アーケード版の移植                                                           |
| 17  | 遊遊 バブルボブル                                     | 2004年2月19日                                 | Windows                                             | タイトー                                  | メディアカイト                                      | CD-ROM                                  | -                                              | 廉価版                                                                       |
| 18  | バブルボブル                                          | 2004年6月10日                                 | BREW （EZアプリ）                                   | タイトー                                  | タイトー                                            | ダウンロード （タイトーゲームエキスポ） | -                                              | アーケード版の移植                                                           |
| 19  | タイトーメモリーズ 上巻                               | 2005年7月28日                                 | PlayStation 2                                       | タイトー                                  | タイトー                                            | DVD-ROM                                 | SLPM-66057                                     | アーケード版の移植、一定の条件を満たさないとプレイできない                   |
| 20  | Taito Legends                                         | 2005年10月14日 2005年10月25日                 | PlayStation 2 Xbox Windows                          | タイトー Empire Interactive Atomic Planet | Empire Interactive セガ                             | DVD-ROM                                 | -                                              | アーケード版の移植                                                           |
| 21  | バブルボブルDS Bubble Bobble Revolution               | 2005年11月24日 2005年10月25日 2006年10月3日   | ニンテンドーDS                                      | ドリームス マーベラスインタラクティブ     | タイトー Rising Star Games、アタリ コードマスターズ | DSカード                                | -                                              | リメイク版と同時収録                                                         |
| 22  | タイトーベスト タイトーメモリーズ 上巻                | 2006年7月6日                                  | PlayStation 2                                       | タイトー                                  | タイトー                                            | DVD-ROM                                 | TCPS-10160                                     | 廉価版、アーケード版の移植、始めからプレイ可能                               |
| 23  | エターナルヒッツ タイトーメモリーズ 上巻              | 2007年6月28日                                 | PlayStation 2                                       | タイトー                                  | タイトー                                            | DVD-ROM                                 | SLPM-66775                                     | 廉価版、アーケード版の移植、始めからプレイ可能                               |
| 24  | バブルボブル                                          | 2007年11月23日 2007年12月31日 2008年5月13日   | Wii                                                 | タイトー                                  | タイトー                                            | ダウンロード （バーチャルコンソール）   | FC3P FC3E FC3J                                 | ファミリーコンピュータ版の移植                                               |
| 25  | バブルボブルWii PAL Bubble Bobble Plus!               | 2009年2月10日 PAL 2009年4月10日 2009年5月25日 | Wii                                                 | タイトー ドリームス                       | タイトー スクウェア・エニックス                     | ダウンロード （Wiiウェア）              | -                                              |                                                                              |
| 26  | BUBBLE BOBBLE Neo!                                    | 2009年8月5日 INT 2009年9月16日                | Xbox (Xbox Live Arcade)                             | タイトー ドリームス ペガサスジャパン      | タイトー                                            | ダウンロード                            | -                                              |                                                                              |
| 27  | バブルボブル ダブル                                   | INT 2010年10月01日                            | iPhone、iPod touch (iOS)                            | タイトー                                  | タイトー                                            | ダウンロード                            | -                                              |                                                                              |
| 28  | バブルボブル                                          | 2013年10月16日                                | ニンテンドー3DS                                     | タイトー                                  | スクウェア・エニックス                              | ダウンロード （バーチャルコンソール）   | TDTJ                                           | ファミリーコンピュータ版の移植                                               |
| 29  | バブルボブル                                          | 2014年1月29日                                 | Wii U                                               | タイトー                                  | スクウェア・エニックス                              | ダウンロード （バーチャルコンソール）   | FBWJ                                           | ファミリーコンピュータ版の移植                                               |
| 30  | バブルボブル                                          | 2016年1月29日 2016年3月15日 2016年4月1日      | PlayStation 4 (PlayStation Network)                 | ゴッチテクノロジー                        | ハムスター                                          | ダウンロード （アーケードアーカイブス） | -                                              | アーケード版の移植                                                           |
| 31  | Bubble Bobble Pocket Player                           | 2019年7月22日                                 | Bubble Bobble Pocket Player                         | My Arcade ※本体の開発元                   | My Arcade                                           | プリインストール                        | -                                              | 携帯ゲーム機 NES版の移植 『バブルボブル2』『レインボーアイランド』も同時収録 |
| 32  | Bubble Bobble Micro Player                            | 2019年8月5日                                  | Bubble Bobble Micro Player                          | My Arcade ※本体の開発元                   | My Arcade                                           | プリインストール                        | -                                              | 卓上アーケード筐体 NES版の移植                                               |
| 33  | バブルボブル                                          | 2022年3月2日                                  | イーグレットツー ミニ                               | 瑞起 ※本体の開発元                        | タイトー                                            | プリインストール                        | -                                              | アーケード版の移植                                                           |
| 34  | バブルボブル                                          | 2022年12月29日                                | Nintendo Switch                                     | ゴッチテクノロジー                        | ハムスター                                          | ダウンロード （アーケードアーカイブス） | -                                              | アーケード版の移植                                                           |
| 35  | ファイナルバブルボブル Bubble Bobble                  | 2024年8月26日                                 | Nintendo Switch                                     | エムツー                                  | タイトー                                            | ダウンロード                            |                                                | セガ・マークIII版の移植                                                      |
| 36  | タイトーマイルストーン3                               | 2024年11月28日                                | Nintendo Switch                                     | ハムスター                                | タイトー                                            | ゲームカード ダウンロード               |                                                | アーケード版の移植                                                           |

ディスクシステム版
- 16ラウンド毎にロードが発生する。
- シークレットルームが無く、代わりに追加ステージ（ラウンドA0～B2）に進める銀の扉がラウンド99に出現する。
- アーケード版と同様、スーパーモードである「スーパー・バブルボブル」をプレイできる。2人プレイでラウンド100をクリアしてハッピーエンドを迎えて（1人プレイではバッドエンドになってハッピーエンドにならないが、ラウンド100をクリアする直前で2人プレイに切り替えても可能）、ハッピーエンドになったクリアデータがある状態で、メニュー画面でAボタンを押すとスーパーモードが出現する（スーパーモードが出現した状態でBボタンを押すと解除され、ノーマルモードに戻る）。スーパーモードはアーケード版と同様、真のエンディングを見ることが出来る（ノーマルモードと同様、1人プレイではバッドエンドとなって見ることが出来ない）。

MSX2版
- バブルン・ボブルン以外のキャラクターをMSX2のスプライト1枚で描画できる「1ライン1色」にすることで横方向のスプライトちらつき、画面全体のスプライトオーバーを発生しにくくしている。

- ノーマルエンドの後で表示される隠しコマンドをゲーム開始時のセレクト画面で入力することでスーパーバブルボブルがプレイできる。

- エンディングが何故か曲が流れない仕様になっている（ROM内に曲データは存在する）。
- 2人プレイを行うと処理落ちが頻繁に発生する。

セガ・マークIII版
『ファイナルバブルボブル』と銘打っており、先に発売されていたMSX2版をベースに以下の要素を追加している。
- フードやアイテムの種類が増えていて、新しい特殊攻撃も追加されている。
- 特殊アイテムが出現するシークレットルームが追加されている。全ての特殊アイテムを集めるのがクリアの条件になっている。
- 巨大な宝箱からフードやアイテムが大量に出現するシークレットルームが追加されている。
- スーパーどらんく以外の大型キャラクターが中ボスとして登場する。
- 全200ラウンド。前半のラウンド100をクリアするとバッドエンディングが流れ、後半は100ラウンドのスーパーバブルボブルになる。
- エンディングが変更されている。
- ゲームオーバー時に隠し要素のヒントが表示される。
- 2019年にはAmazonのサイバーマンデー限定で、『バブルボブル 4 フレンズ』にNintendo Switch移植版のダウンロードコードが付属した（その後、2024年より単体商品としてダウンロード販売が開始された）。

ゲームギア版
- マークIII版をベースにステージレイアウトをゲームギアの解像度に合わせて縮小している。
- 2台のゲームギアを対戦ケーブルで繋いで2人同時プレイができる。

X68000版
- オリジナル要素として『サイバブルン』 (SYBuBBLuN) という全20面の上級者向けアレンジバージョンが追加されている。同社の『サイバリオン』のパロディであり、キャラクターやBGMも使用されている。

ゲームボーイ版
- モノクロ版とカラー対応版の2種類が発売されているが、1人プレイ専用のためストーリーが2作共通で独自のものに変更されており、病気の弟を救うためにバブルンが「月の水」を独り占めしている「すーぱーどらんくJr.」をこらしめにいくという、他機種版の続編のような内容となっている。どちらも画面サイズが小さいため、バブルンの周囲をスクロールする形式となっている。
  - モノクロ版はストーリーデモに両親と人間の姿の弟ボビーが登場。メッセージは全編英語。
  - カラー対応版『タイトーメモリアル バブルボブル』はややコミカルな絵柄になり、弟が泡吐きドラゴンのボブルンの姿で登場。メッセージは日本語で、エンディングメッセージも簡素な文章となっている。ステージ構成が大幅にリメイクされて様々な世界を廻る内容にアレンジされており、各ワールドに中間ボスが存在するなど『バブルボブルジュニア』にも似た構成になっている。

PlayStation 2版
- 2005年7月28日、タイトーメモリーズ 上巻にバブルボブルが収録。通常版ではロックがかかっており、一定の条件を満たすか、隠しコマンドを入力しないとプレイできない。2006年7月6日に発売された廉価版は最初からプレイできる。

Wiiウェア・Xbox Live Arcade版
- 2009年2月10日よりWiiウェア版が『BUBBLE BOBBLE Wii』、同年8月5日よりXbox Live Arcade版が『BUBBLE BOBBLE Neo!』としてダウンロード販売開始。
- アーケード版が再現された「スタンダードマップ（ノーマル100ラウンド+SUPER100ラウンド）」に加え、4人までの同時プレイが可能な新規ボスがいるアレンジマップ（ノーマル100ラウンド+SUPER100ラウンド）を収録。さらに追加コンテンツとして2種類（各50ラウンド）を有料販売している。こちらも新規ボスを収録している。
- 4人プレイでは新キャラクターとして、バブルンたちそっくりな姿の黄色い「パブルン」とピンク色の「ぺブルン」が登場する。それぞれ『バブルシンフォニー』のクルルンとコロロンに配色が似ているが、こちらは完全にバブルンたちの色違いで性能も同一となっている。

その他
- 韓国では本作を無許可でZemmix用に移植した海賊版ソフトが『보글보글』（ボグルボグル）のタイトルで発売された。

## スタッフ
アーケード版
- ゲーム・デザイン：MTJ（三辻富貴朗）
- キャラクター：MTJ（三辻富貴朗）
- ソフトウェア・プログラマー：ICH（藤末一郎）、NSO/NISHIYORI
- サウンド・クリエイター：KIM（君島正）
- インストラクション：YSH（よしだなおこ）
- ハードウェア：KTU（ふじもとかつじろう）、SAK（さかもとせいご）
- スペシャル・サンクス：TOP（末角要次郎）、HED（上野崇男）、RYO/YUKI、SKE/NAKAMURA、SAN（三部幸治）、PAN（中川和雄）、OTO（今村善雄）

ファミリーコンピュータ版
- プログラマー：高橋章二、DRUNKER KZM、かわむきゆういちろう
- キャラクター：SHINOBU.I
- 音楽：KIMI（君島正）
- 企画：SLEEPY.SHUN（高瀬努）
- スペシャル・サンクス：MTJ（三辻富貴朗）、藤末一郎、たつやかずや、おまけたなか
- プロデューサー：高橋章二、P.M.D.C.

MSX2版
- プログラマー：SUPER ATUJI（阿閉雅宏）、さとうさんた、T.KURIYAMA
- コンバート・デザイン：高瀬努
- キャラクター：やまなさちこ
- サウンド：小倉久佳、Dr.A
- プロデューサー：高橋章二
- スペシャル・サンクス：三辻富貴朗、藤末一郎、君島正

セガ・マークIII版
- ゲーム・プログラマー：NANNO KHK
- 音楽：YAG（八木下直人）、大縫一行、ZTT
- ゲーム・グラフィック：やまなさちこ
- ゲーム・デザイン：RAINBOW S.T.
- スペシャル・サンクス：オリジナル・バブルボブル・チーム、タイトーC.P.チーム、DRUNKER KZM、かわむきゆういちろう、SUPER（波多野幹夫）、HUCKER、GREAT（栗城源也）、西角友宏
- プロデューサー：三部幸治、高橋章二

ゲームボーイ（モノクロ）版
- プロデューサー：KHK
- プログラマー：CHARRY.SUZUKI、OMAKE-KZM
- Q.C：KAMEDA
- グラフィック：かわにしとおる
- サウンド：OGR "ZTT"（小倉久佳）
- ラウンド・デザイン：MASUMI
- エネミー・セット：SUIT-S
- スペシャル・サンクス：三辻富貴朗、藤末一郎、高瀬努

## 評価
アーケード版
- ゲーム誌『ゲーメスト』の企画であり「ゲーメスト大賞」の前身にあたる「ゲーメスト・オブ・ザ・イヤー」（1986年）で、編集部選考により銀賞を獲得している。
- ゲーメストムック『ザ・ベストゲーム』（1991年）において、それまでの全アーケードゲーム作品を対象とした読者投票では第30位を獲得、同誌では「とにかく話題の多かったゲーム」と指摘した上で、「マニアも一般プレイヤーもみんな盛り上がった名作」と称賛した。
- ゲーメストムック『ザ・ベストゲーム2』（1998年）では『名作・秀作・天才的タイトル』と認定された「ザ・ベストゲーム」に選定され、同書では本作がシューティングゲームの爽快感とアクションゲームの操作感、パズルゲームの謎解きを持ち合わせた上で、それらがバランス良く構成されていた事を称賛し、「非常に幅の広い層にプレイされ、大ヒットした」と指摘した。また、本作が面クリアという要素でプレイヤーを楽しませると同時に如何に効率よく敵を倒すか、如何に高得点を取るかという要素で当時のプレイヤーを熱中させた事を指摘した。

ファミリーコンピュータ版
- ゲーム誌『ファミコン通信』の「クロスレビュー」では合計28点となっている。
- ゲーム誌『ファミリーコンピュータMagazine』の読者投票による「ゲーム通信簿」での評価は以下の通りとなっており、18.89点（満25点）となっている。

| 項目 | キャラクタ | 音楽 | 操作性 | 熱中度 | お買得度 | オリジナリティ | 総合  |
| 得点 | 4.10       | 3.66 | 3.62   | 3.72   | -        | 3.79           | 18.89 |
- ゲーム誌『ユーゲー』では、敵を閉じ込めた泡を繋いで割る事でボーナス得点が入る事や、泡の上に乗ってジャンプする事でさらに高い位置へ移動できる事などに関して「素晴らしいアイディアが満載」と称賛した。その他、ディスクシステム版ではボーナスフードの種類が少ない点などに関して否定的な見解を示したが、到達したラウンドをセーブする事ができる点を肯定的に評価した。

ゲームボーイ（モノクロ）版
- ゲーム誌『ファミコン通信』の「クロスレビュー」では合計23点となっている。
- ゲーム誌『ファミリーコンピュータMagazine』の読者投票による「ゲーム通信簿」での評価は以下の通り20.77（満30点）点となっている。また、同雑誌1991年5月24日号特別付録の「ゲームボーイ オールカタログ」では、「軽快な音楽と、テンポのいいゲーム展開がウリ」と肯定的に評価された。

| 項目 | キャラクタ | 音楽 | 操作性 | 熱中度 | お買得度 | オリジナリティ | 総合  |
| 得点 | 3.72       | 3.37 | 3.37   | 3.51   | 3.36     | 3.44           | 20.77 |

ゲームボーイアドバンス版
- ゲーム誌『ファミコン通信』のクロスレビューでは合計24点となっている。

## 続編
レインボーアイランド
本作品のストーリー上の続編で、「THE STORY OF BUBBLE BOBBLE 2」と銘打たれている。主人公が本作のエンディングで人間に戻ったバビーとボビーであることと、使用方法が多様な能力を活用して進めていくという点以外は全く別物。
パラソルスター
『レインボーアイランド』の続編にあたり、「THE STORY OF BUBBLE BOBBLE III」と銘打たれている。上記と同様に人間のバビーとボビーが主人公だが、『バブルボブル』や『レインボーアイランド』とはまたシステムが異なる。
バブルボブル2
ファミリーコンピュータ用タイトル。本作品のシステムを受け継ぎ『2』と銘打たれているが、主人公の設定が異なる。キャラクターが大きくなり見えやすくなっている。難易度は低め。
バブルボブルジュニア
『バブルボブル2』のゲームボーイ用アレンジ移植で、ストーリー設定やステージ構成がさらに変更されている。
バブルシンフォニー
本作品のシステムを受け継いだ続編。欧州版は『BUBBLE BOBBLE II』として登場。第1作の世界観を受け継いでいるが、孫世代の話となっている。
バブルメモリーズ
『バブルシンフォニー』の流れを汲む続編だが、時系列上は第1作と同時代となっている。『パラソルスター』と同じく「THE STORY OF BUBBLE BOBBLE III」と銘打たれている。
バブルボブル マジカルタワー大作戦!!
PlayStation Portable用タイトル。18世紀のロンドンを舞台に、バブルンとボブルン兄弟が着ぐるみのデザインになっているリブート作品。ゲームシステムもアクションパズルとなっている。
Bubble Bobble Double Shot
日本未発売。ニンテンドーDS用タイトル。3匹のバブルドラゴンを切り替えて進めるアクションゲーム。
バブルボブル 4 フレンズ
ナンバリング4作目にあたる作品。協力プレイ可能。
パズルボブル
本作品のキャラクターを登場させたスピンオフのパズルゲームシリーズ。
ドンドコドン
本作品の基本的なシステムを受け継いだ作品。
バブルンLINES
バブルンが登場し、バブルブロックを回転させることで画面内のパイプをつないでいく携帯電話用パズルゲーム。

### 作品間の時系列
タイトー公式が運営するYouTubeの「バブルンちゃんねる」により、作品間の時系列は下記のようになっていることが発表されている。
初代をめぐるストーリー
『バブルボブル』→『レインボーアイランド』→『パラソルスター』・『バブルメモリーズ』にそれぞれ分岐
子孫（初代バブルンの孫）
『バブルシンフォニー』→『LINE パズルボブル』/『パズルボブル ジャーニー』→『パズルボブル3D バケーション・オデッセイ』→『パズルボブル エブリバブル!』
初代の100年後のストーリー
『バブルボブル2』
レインボーアイランド以外の世界観（別物語）
『パズルボブル』、『パズルボブル2』、『パズルボブル3』、『パズルボブル4』、『スーパーパズルボブル』、『スペースパズルボブル』、『バブルンマーチ』、『バブルボブル 4 フレンズ』